# Petrileni, Bihor
Petrileni este un sat în comuna Rieni din județul Bihor, Crișana, România.

## Personalități
- Vasile Blaga (n. 1956), politician, ministru de interne în Guvernul Tăriceanu (2004-2007), senator

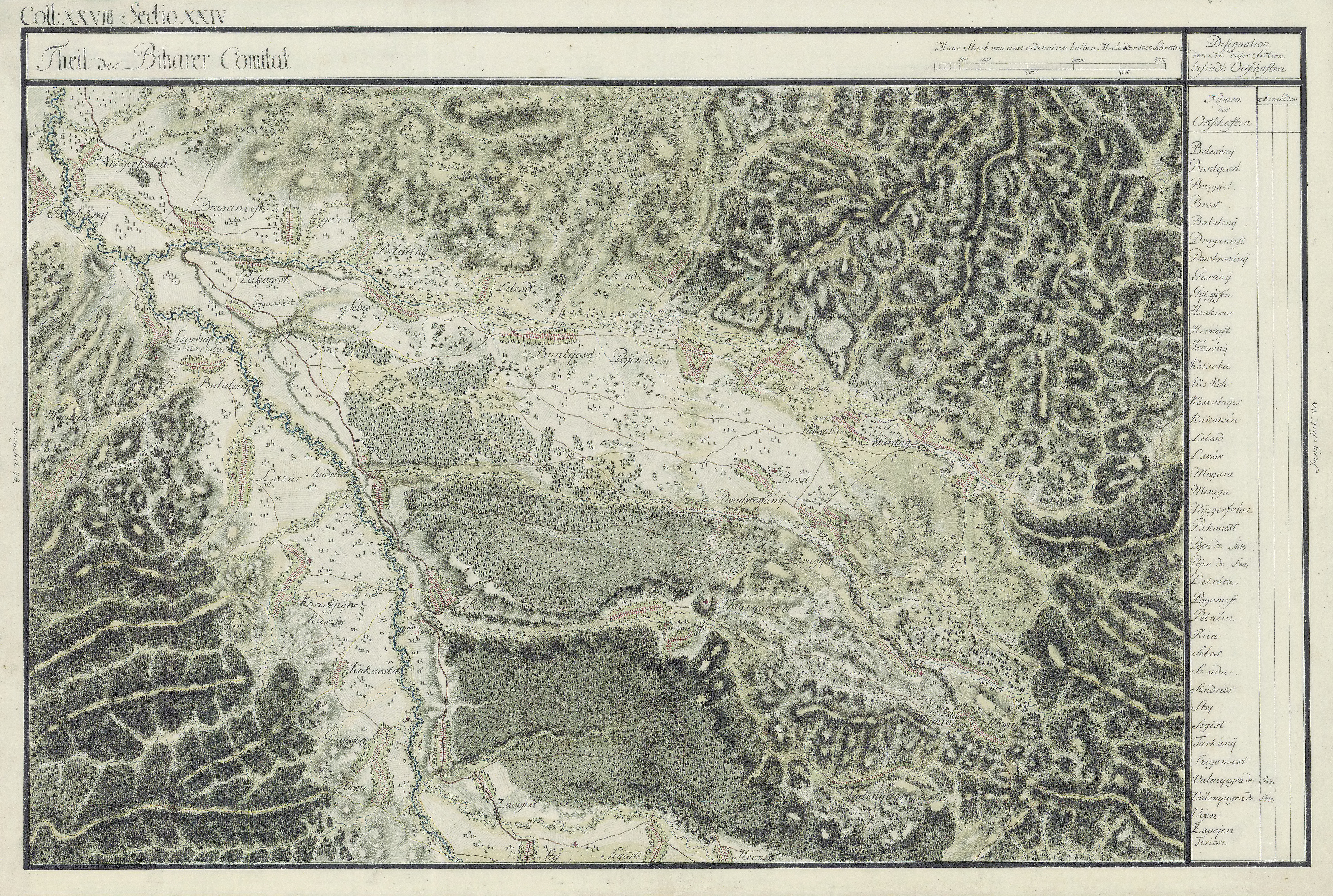
Petrileni în Harta Iosefină a Comitatului Bihor, 1782-85

 Acest articol despre o localitate din județul Bihor este deocamdată un ciot. Puteți ajuta Wikipedia prin completarea lui.